# Yelizavyeta Yermolayeva
Yelizavyeta Yermolayeva (née le 2 avril 1930 à Minsk) est une athlète biélorusse, spécialiste du 800 mètres.

## Biographie
Concourant sous les couleurs de l'URSS, elle remporte la même année le Cross de L'Humanité puis la médaille d'or du 800 mètres lors des Championnats d'Europe de 1958, à Stockholm, dans le temps de 2 min 6 s 03, signant un nouveau record des championnats.

### Palmarès
| Date | Compétition           | Lieu      | Résultat | Épreuve | Performance  |
| ---- | --------------------- | --------- | -------- | ------- | ------------ |
| 1958 | Championnats d'Europe | Stockholm | 1re      | 800 m   | 2 min 6 s 03 |

### Records
| Épreuve | Performance  | Lieu   | Date             |
| ------- | ------------ | ------ | ---------------- |
| 400 m   | 55 s 4       | Moscou | 14 juillet 1957  |
| 800 m   | 2 min 05 s 6 | Moscou | 2 septembre 1957 |